# Bang Tự do Mecklenburg-Strelitz
Bang Tự do Mecklenburg-Strelitz (tiếng Đức: Freistaat Mecklenburg-Strelitz) là một bang của Cộng hòa Weimar được thành lập vào năm 1918 sau cuộc Cách mạng Đức đã lật đổ Đại Công quốc Mecklenburg-Strelitz. Bang này tồn tại cho đến khi Đảng Quốc xã (NSDAP) lên nắm quyền ở Đức và sáp nhập bang này với Bang Tự do Mecklenburg-Schwerin lân cận để thành lập một bang thống nhất Mecklenburg vào ngày 1 tháng 1 năm 1934.